# ナポリ東洋大学
ナポリ東洋大学（伊：Università degli Studi di Napoli "L'Orientale" UNIOR）は、イタリアのカンパニア州ナポリにある大学。
1732年に創立された、欧州における最古の東洋学の研究教育機関であり、アジアの文化と言語に関する世界的な名門大学の1つでもある。

## 歴史
ナポリ東洋大学はヨーロッパ大陸最古の中国学および東洋学の学校である。
「東洋」の名はこの教育機関の根本である。17世紀なかば、満州民族は中国に清王朝を打ちたて、西洋に対して開放的な一時期がはじまった。この開放性にはキリスト教宣教師を歓迎したことが含まれる。福音宣教省から送られた宣教師のひとりであるマッテオ・リパは、康熙帝の宮廷で、画家]および銅版画の作家として1711年から1723年まで働いた。リパは4人の中国人キリスト教徒を連れてナポリに帰った。4人は中国語の教師として、1732年に教皇クレメンス12世によって認可されたナポリ「中国学院」(Collegio dei Cinesi)の核になった。中国学院の目的は宣教師に中国語を教え、中国へのキリスト教の布教を促進することにあった。当初はオーステンデ会社のためのインドと中国の言語の専門家を教育することも目的のひとつだった。
1861年のイタリア統一後、中国学院は「王立アジア学院」(Real Collegio Asiatico)と名前を変えて、ロシア語、ヒンドゥスターニー語、ペルシャ語などの他の言語の課程が追加された。その後、世俗化されて一般的に東洋の言語を学ぶための学校になり、さらにアフリカの諸言語、すべてのヨーロッパの現代語が加えられた。今日、ナポリ東洋大学では50を越える言語が教えられている。

## 学部
- 外国語学・外国文学部
- アラブ・イスラーム・地中海研究学部
- 文学・哲学部
- 政治学部